# Bogentrenner
Ein Bogentrenner (auch Saugkopf oder Saugschloss) ist eine Baugruppe im Bogenanleger einer Bogen verarbeitenden Maschine (Druckmaschine, Stanzmaschine, Falzmaschine). Meist wird der oberste Bogen des gestapelten Ausgangsmaterials durch Unterdruck abgehoben, während gleichzeitig seitlich zwischen die einzelnen Lagen geblasene Druckluft die Reibung zwischen den einzelnen Bogen verringert.

## Arbeitsweise des Hinterkantentrenners
Der Bogentrenner separiert die Bogen einzeln an der Hinterkante des Stapels. Dazu heben Hubsauger den oberen Bogen an und übergeben den Bogen an die Transportsauger. Ein Tasterfuß drückt dann die unteren Bogen auf den Stapel. Daraufhin bewegen die Transportsauger den Bogen nach vorn. Noch ehe die Transportsauger die vordere Position erreichen, heben die Hubsauger den nächsten Bogen an, der dann von den Transportsaugern unter den vorhergehenden Bogen geschoben wird. So entsteht die Schuppe.

## Arbeitsweise des Vorderkantentrenners
Der Bogentrenner separiert die Bogen einzeln an der Vorderkante des Stapels. Es wird abgewartet, bis der Vorgängerbogen vollständig vorbei transportiert wurde. Dann werden Sauger auf die Bogenvorderkante gesetzt und der Bogen zur Verarbeitungsstelle gezogen. (Einzelbogenanleger)